# Charel Cambré
Charel Cambré, nom de plume de Carl Cambré, né le 27 avril 1968 à Herenthout (province d'Anvers), est un auteur de bande dessinée, illustrateur et animateur belge d'expression néerlandaise.

## Biographie
Carl Cambré naît le 27 avril 1968 à Herenthout. Charel Cambré passe trois ans à l'école d'art de Lier et apprend l'animation pendant quatre ans à l'Académie royale des beaux-arts de Gand ; il accède à la notoriété dans les années 2000 avec des bandes dessinées dérivées d'émissions populaires ; depuis 2005, il reprend avec Marc Legendre l'œuvre de Willy Vandersteen, Bob et Bobette,.

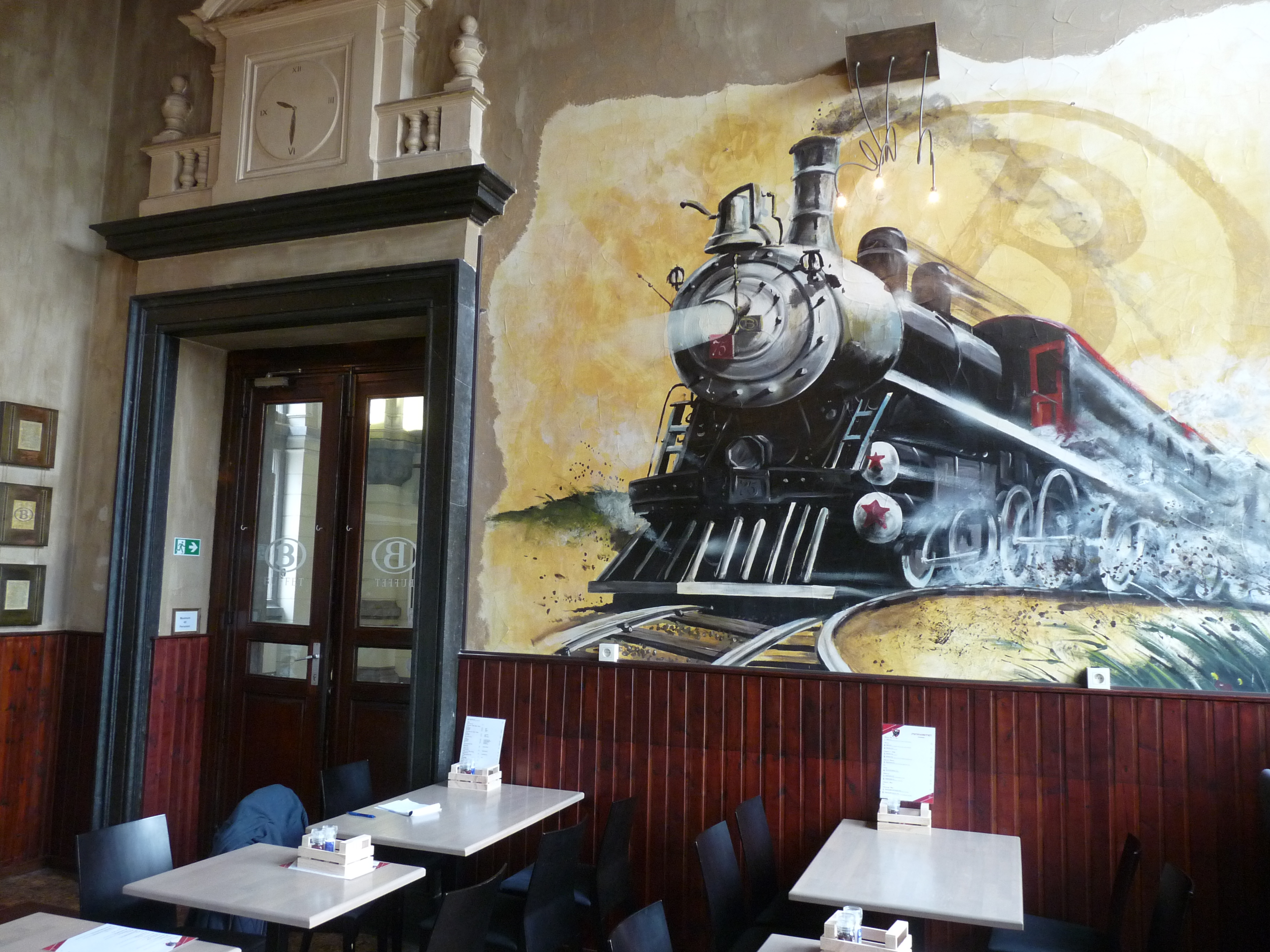
Le buffet de la gare à Turnhout décoré d'une peinture de Charel Cambré

En 2005, il répond à l'appel de l'armée belge et participe au collectif BDéfense ! vendu au profit d'œuvres caricatives. Mais, c'est en 2008, avec la série Albert et C° publié aux éditions Glénat que le public francophone le découvre, il réalise le dessin et le scénario de cette série qui s'échelonne sur 6 albums le dernier étant publié par Ballon Media en 2013. L'année suivante, il publie crée la série Jump axée sur le sport, la série connaît deux albums : Pédale et tais-toi ! et Freeze (2015) publiés aux éditions Kramiek. Ensuite, il s'associe à Marc Legendre sur la série Bob et Bobette : Amphoria et publient ainsi aux éditions Paquet : Bob et  Jérusalem (2014) ; Crimson (2015) ; Lambique et Bobette (Place du Sablon, 2016). Parallèlement, il crée une nouvelle série mettant à nouveau le monarque belge en scène avec Philippe, roi des Belges,, 2 albums sont publiés de 2015 à 2016 aux éditions Kramiek et il poursuit dans cette veine avec Philippe et Mathilde aux éditions Ballon Comics : deux albums sont publiés en 2016 et 2017.
En 2021, a lieu l'exposition rétrospective Dans la tête de Charel Cambré au Centre belge de la bande dessinée à Bruxelles du 23 juin au 15 novembre,.

## Œuvres

### Collectifs
- BDéfense[4] !, Forces armées belges, Bruxelles, décembre 2005
Scénario : collectif - Dessin : collectif dont Charel Cambré - Couleurs : quadrichromie -  (ISBN 90-7517-204-4)

### Autres travaux
Il participe aux côtés de Marc Bruyninx au film d'animation Till l'espiègle du réalisateur Eberhard Junkersdorf en 2003.

### Expositions
- Dans la tête de Charel Cambré, Centre belge de la bande dessinée, Bruxelles du 23 juin au 15 novembre 2021[10],[11].

## Récompenses
- 2008 : 
  -  prix Rookie au Festival de bande dessinée de Middelkerke à Middelkerke pour Jump[13] ;
  -  prix Saint-Michel de la meilleure BD d'un auteur néerlandophone pour Jump[14] ;
- 2014 :  Crayon d'or au Festival BD de Middelkerke pour Jump, Bob et Bobette, Albert & Co, Wolf[13] ;
- 2015 : 
  -  prix Willy Vandersteen pour Amphoria avec Marc Legendre[15] ;
  -  prix Thema au Festival de bande dessinée de Knokke-Heist (nl) à Knokke-Heist[16] ;
- 2020 :  Adhémar de bronze[17],[18].

### Documentation
- Charel Cambré (int.) et Christian Missia Dio, « Charel (dessinateur de Amphoria) : "Bob et Bobette sont des héros incontournables de la BD belge" », ActuaBD,‎ 1er février 2016 (lire en ligne)
- Daniel Couvreur, « Bob et Bobette reviennent pour "adultes only" », Le Soir,‎ 31 janvier 2014 (lire en ligne).
- (nl) Charel Cambré (interviewé par Wouter Porteman), « Charel Cambré “Ik weet wel op gevoel of iets werkt of niet." », Stripgids,‎ 1er juin 2022 (lire en ligne, consulté le 4 janvier 2023).